# Temple protestant de Niort
Le temple protestant de Niort est un lieu de culte protestant uni situé 9 place du Temple à Niort, dans les Deux-Sèvres. La paroisse est membre de l'Église protestante unie de France.

## Histoire

### Sous l'Ancien régime

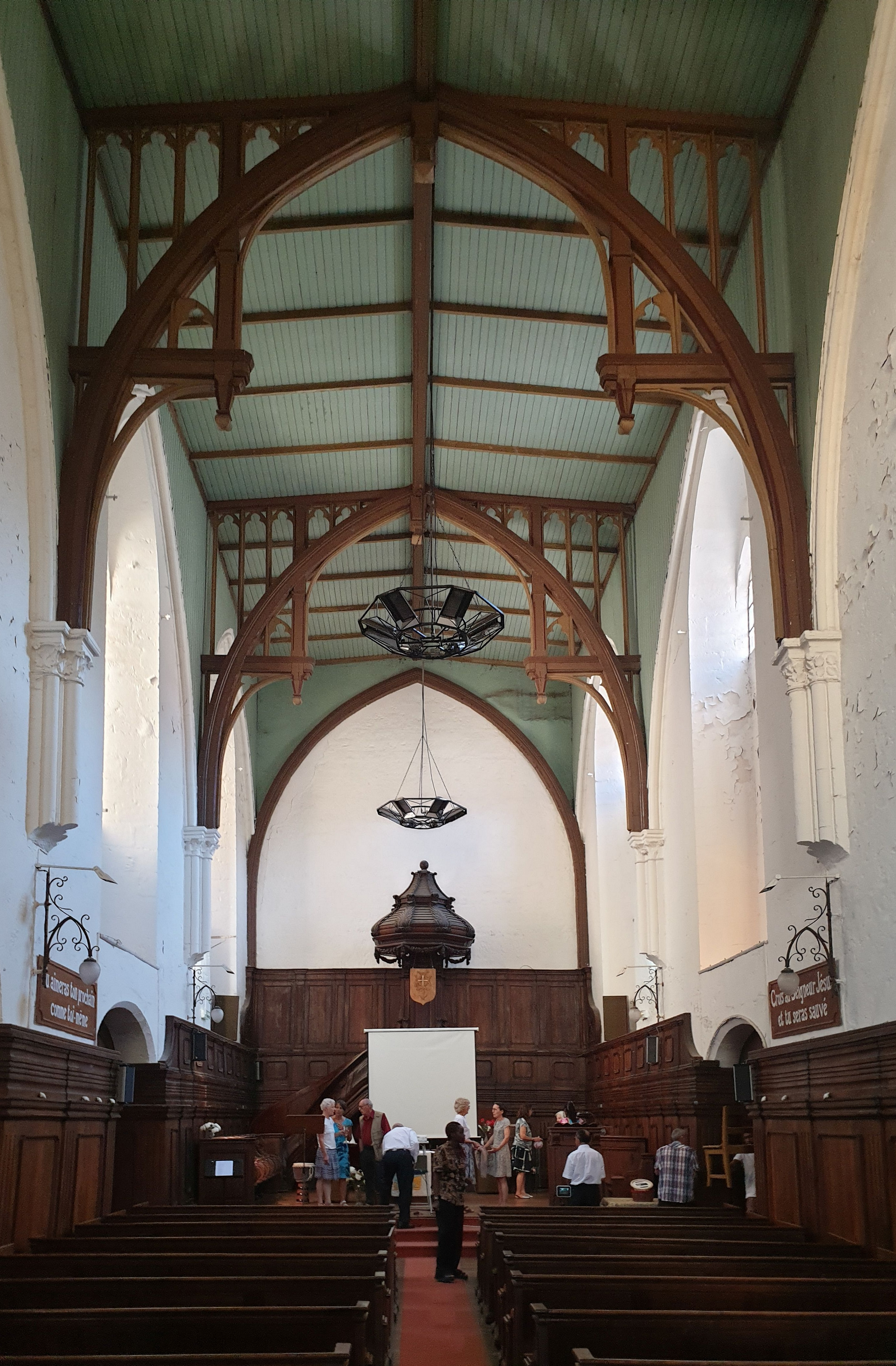
Le Temple protestant de Niort.

À la Renaissance, Niort est gagné par les idées de la Réforme, et en 1557, la ville devient une place de sureté protestante. Mais est reprise par les catholiques en 1569. Du 20 juin au 3 juillet, les troupes royales du comte de Lude font le siège de la ville, sans succès. En octobre, après la défaite protestante à Moncontour, La Brosse abandonne la ville aux catholiques. Dans la nuit du 27 au 28 décembre 1588, durant laquelle se produisent des affrontements entre catholiques et protestants avec des meurtres, des pillages et des incendies. Saint-Gelais et Agrippa d’Aubigné s’emparent de la ville. En 1627, Niort redevient catholique mais demeure un foyer actif du protestantisme. Son temple à l'époque pouvait accueillir plus de 6 000 personnes. Il était situé en haut de la colline Saint-André, vers les rues Saint-Gelais et des Remparts. Il est démoli le 19 octobre 1684, avant la promulgation de l'édit de Fontainebleau de 1685 révoquant l'édit de Nantes,.

### Depuis la Révolution
À la Révolution, le dixième article de la Déclaration des droits de l'homme et du citoyen de 1789 redonne la liberté de conscience et de culte aux protestants. Le 15 avril 1804, le conseil municipal de Niort accorde l'église des Cordeliers aux protestants réformés. Le temple est inauguré le 1er septembre 1805, dans le cadre du régime concordataire français . 
Les deux derniers pasteurs de la paroisse furent Pascale Renaud Renaud-Grosbras de 2015 à 2018 et ensuite Alain Georges Nouga de 2018 à 2023,. La paroisse du pays Niortais anime également les temples de Saint-Gelais et de Mougon.

## Architecture
Le portail d'entrée comporte une Bible ouverte en bas-relief, symbole traditionnel des temples protestant, sur les pages de laquelle est gravé en capitales « C'est ici la maison de Dieu / C'est ici la porte des cieux », citation du verset de Genèse 28, 17, dans l'histoire de Jacob.
La nef unique est à chevet plat. Il abrite une importante chaire en bois. La décoration est sobre, avec des remarquables boiseries du XIXe siècle et des panneaux citant des versets « Tu aimeras ton prochain comme toi-même » (Marc 12, 31) « Crois au Seigneur Jésus et tu seras sauvé » (Actes 16, 31), « Christ est vraiment ressuscité » (Luc 24, 34). 